# Église Notre-Dame de Fraillicourt
L'église Notre-Dame est une église  fortifiée située à Fraillicourt, en France.

## Description
La tour-porche du XIIIe siècle, flanquée de contreforts talutés en pierre, est l'élément le plus remarquable de l'église. Cette tour-porche a été renforcée au XVIe siècle par une avancée en encorbellement posée sur un arc tendu entre les contreforts et par deux soubassements de tourelles. Le portail initial de l'église, daté de la fin du XIIe siècle, premier âge gothique, a été conservé lors de l'édification de la tour-porche, avec trois arcs brisés reposant sur des colonnettes à bague.
Les tourelles servaient de poste de surveillance et de tir. Elles sont en brique mais leur base est constituée d'arcs concentriques en pierre blanche.
La nef de l'église est flanquée de bas-côtés et plafonnée. Ses arcades en plein cintre reposent sur des piles carrées à imposte.
La façade nord de l'église fortifiée ne présente pas de signe de fortification puisque cette partie de l'église est assez récente, comme l'atteste la date de 1858 inscrite en briques vitrifiées de part et d'autre d'une fenêtre.
À l'intérieur, la cuve baptismale est de style roman et peut provenir d'une église primitive. Cette cuve cylindrique en pierre jaune est à décor d'arcatures (le couvercle de bois est moderne).

## Localisation
L'église est située sur la commune de Fraillicourt, dans le département français des Ardennes, dans la partie haute du village, à proximité de la mairie.

## Historique
La paroisse a appartenu au chapitre de Reims et aux seigneurs de Rozoy. L'église  est fortifiée progressivement pour servir de refuge dans des périodes marquées par des invasions ou des guerres civiles (les guerres de Religion puis la Fronde), pour ce village situé :
- à proximité de la ville  de Guise, dont les ducs se voulaient les chefs de la Ligue catholique,
- et de la ville de Sedan, principauté protestante,
- à quelques jours de marche, pour les troupes espagnoles (venant de Flandre)  ou les troupes allemandes.

L'édifice est inscrit au titre des monuments historiques en 1928.